# Jacques Levy
Jacques Levy (* 29. Juli 1935 in New York; † 30. September 2004 ebenda) war ein US-amerikanischer Liedermacher, Theaterregisseur und Psychologe.
Jacques Levy wurde 1935 in der Stadt New York geboren, wo er später das College besuchte. Im Anschluss daran wurde er an der Michigan State University promoviert. Nach seiner Rückkehr nach New York arbeitete er als Psychologe in einer dortigen Klinik.
Levy schrieb unter anderem Stücke für Bob Dylan, Roger McGuinn von den Byrds, Joe Cocker und diverse Broadway-Musicals.
In den 1970er und 1980er Jahren war er als Theaterregisseur am Broadway und Off-Broadway tätig und leitete unter anderem Oh! Calcutta (1969–1972 und 1976–1989), Almost an Eagle (1982) und die Comic-Umsetzung Doonesbury (1983–1984), für die er für einen Drama Desk Award nominiert wurde. Levy schrieb die Liedtexte für das Musical Fame, das 1988 in Miami Premiere feierte. Von 1993 bis zu seinem Tod lehrte er als Englisch-Professor an der Colgate University.